# Uepsen
Uepsen ist ein Ortsteil der Gemeinde Asendorf im niedersächsischen Landkreis Diepholz. Neben alteingesessenen Bauern und Handwerkern (Schmied, Tischler etc.) haben sich in der jüngeren Vergangenheit auch zahlreiche Dienstleister in und um Uepsen niedergelassen. So gibt es dort inzwischen auch Webdesigner oder Kleinkläranlagen-Produzenten.

## Geographie und Verkehrsanbindung
Der Ort liegt etwa 50 km südlich von Bremen, 4 km westlich der B 6 und
südwestlich des Kernortes Asendorf. Die Uepser Straße (= Kreisstraße K 15) führt mitten durch das Dorf und verbindet Asendorf mit Päpsen. Durch den Ort fließt auch die Kuhlenkamper Beeke, ein Nebenfluss der Siede.

## Geschichte
Uepsen wurde 1010 erstmals urkundlich erwähnt und war lange Zeit im Besitz von Adelsgeschlechtern. Mit der Auflösung der Samtgemeinde Asendorf wurde die Gemeinde Uepsen am 1. März 1974 zusammen mit Asendorf, Brebber, Essen, Graue, Haendorf, Hohenmoor und Kuhlenkamp zur Landgemeinde Asendorf vereinigt.

## Sehenswürdigkeiten
In der Liste der Baudenkmale in Asendorf sind für Uepsen sechs Baudenkmale aufgeführt. 
- Hofanlage Uepsen 38 (Uepser Straße 38) mit Wohn- und Wirtschaftsgebäude und Nebengebäuden.

## Vereine
- Schützenverein Kuhlenkamp/Uepsen[2]